# Крейг Гудуин
Крейг Аликзандър Гу́дуин  (на английски: Craig Alexander Goodwin)  (роден на 16 декември 1991 г. (в Аделаида, Австралия) е австралийски футболист, полузащитник , състезател на Аделаида Юнайтед и Националния отбор на Австралия. Участник на Мондиал 2022. 

### Успехи
Отборни
„Аделаида Юнайтед“
- Шампион (1): 2015/16
- Купа на FFA (1): 2014